# フードファイト
『フードファイト』は、2000年7月1日から9月16日まで、日本テレビ系列の土曜ドラマ枠で放送されていた連続テレビドラマ。主演は草彅剛。
連続版の平均視聴率は17.2%、最高視聴率は21.5%を記録。終了後もスペシャル版が2回制作され、こちらの回でも20%超えを記録した。

## あらすじ
孤児院「つくし園」で育った井原満は、一流企業である宮園総合食品の清掃員である。しかし、満にはもうひとつの顔があり、宮園総合食品の会長が主催し、会社の地下で行われている政財界の大物だけが参加できる大食い賭博ゲーム「フードファイト」のファイターだった。満はフードファイトの勝利で獲得した賞金を匿名でつくし園に寄付しており、そのための思いから才能が開花し完全無敵のチャンピオンとして君臨していた。

## 登場人物
井原満：草彅剛
本作の主人公。宮園総合食品の清掃員（所属は下請けの清掃会社社員）として働く一方、フードファイターとしての顔も持つ。つくし園では「商品開発部に所属するエリート社員」と嘘をついている。稼いだ賞金を匿名でつくし園に寄付している。麻奈美にちょっかいを出してはことごとく平手打ちを受けている。幼い頃から九官鳥の九太郎と一緒だった為、鶏肉が食べられないという弱点を持つ。決め台詞は「俺の胃袋は宇宙だ!」。
田村麻奈美：深田恭子
短期大学で社会福祉を専攻。孤児院・つくし園でボランティアとして子供の世話をしている。育ちの良い令嬢で、型破りな満と教育論で対立する事もあるが、次第に彼に惹かれていく。つくし園に匿名で莫大な寄付をしている「あしながおじさん」に憧れているが、その正体が満であることは知らない。
宮園冴香：宮沢りえ
宮園総合食品の会長夫人。かつては両親と弟の4人家族で暮らしていたが、実父が酒びたりになって家庭が崩壊し、継父からは姉弟ともども虐待を受け、家出したという過去がある。財産目当てで宮園と結婚したため、すでに夫への愛情はなく、次第に満へ興味を持つようになる。最終話では夫への愛情を取り戻し、恭作のためにおむすびを自ら握った。
如月鋭一：筧利夫
フードファイトのコミッションドクターだが、実は無免許。満を生まれついてのフードファイターだと断言する。対戦相手を分析し、満にアドバイスする事もある。第9話では、満と対戦した他、自身もつくし園出身であったことが判明する。かつては満をいじめるなど性根が腐っていたが、優秀だったかすみの兄に嫉妬して窃盗を煽った末に彼が事故で亡くなってしまい、それ以降は今のような性格となった模様。かすみに対しては贖罪の気持ちをもっており、自分こそがかすみが長年探してきた兄であると偽り、今後はかすみを守り続けることを誓っている。後に本当の医師になることを決意し勉強中を始め、いずれ再開されるであろうフードファイトに備えている。
潮崎裕太：秋場まなと
つくし園で暮らしており、偶然フードファイトの存在と満の正体を知ることになる。父親から虐待を受けていたため、心を閉ざしていたが満の影響で元気を取り戻した。その後は鋭一と共に満の応援をしている。
加賀見俊介：田辺誠一　
大財閥、加賀見グループの御曹司。麻奈美に好意を持っている。典型的なボンボンで、我侭な性格。第6話では満と対戦した。対戦の敗北により賭けていた全財産が宮園総合食品に渡ったことで極貧生活を送るも数々の出来事を経て精神的に大きく成長、満と麻奈美の関係を後押しするようになる。後に冴香によってかつての全財産が返却、再び財力を取り戻した後は満に代わるつくし園の「あしながおじさん」になることを決意する。麻奈美への思いに区切りをつけた後、かすみからの交際申し入れを受け入れた。
三好悠子：八千草薫（特別出演）
孤児院・つくし園の園長。満がつくし園にいた頃の恩師。満が宮園総合食品の社員だと信じ、誇りに思う。脚が不自由で、車椅子生活をしている。
宮園恭作：佐野史郎
大手の食品会社、宮園総合食品の会長。賭博の利益だけを考え、満の連勝を防ぐために次々と強敵を送り込む。最終戦で満と対戦した。満に敗北後、死去した。
九太郎：木村拓哉（声の出演）
満が飼っている九官鳥で唯一の友達。非常に口が達者な上、女好き。
木村が声で出演していることは公に一切明かされないまま、最終回にてエンドロールでのクレジット表記をもって公になった。
駒形周作：梅津栄
俊介の世話係。
南好子：緒沢凛
満の同僚。同僚である和久井とは不倫関係にある。
和久井浩：小林一三
満の同僚。妻子持ちだが、同僚の好子と不倫している。
浅倉かすみ：平田裕香　
つくし園のボランティアで、自身もつくし園出身。生き別れた兄に一度だけでも会いたいと思っている。

## 挑戦者・対決メニュー

### 連続ドラマ
坂下陽一：市川染五郎
対決メニュー：チャーハン（壱ノ膳）
チンピラ。関西弁で、サングラスに派手な服装が特徴。某テレビ番組の大食いチャンピオン。
米山勝吉：田口浩正
対決メニュー：ラーメン（弐ノ膳）
モンゴル出身の元力士で、本名はデビット・モウコハーン。子供たちにいじめられているところを満に助けられる。どんなに食べても短時間で空腹になってしまう。
ゴンザレス岩上：いしだ壱成
対決メニュー：カレー（参ノ膳）
大道芸師。幼少の頃から仕事で火を噴き続けてきたため、味覚を失っており辛さを感じない。更に催眠術で満を追い詰める。
藤代雪子：桜井幸子
対決メニュー：かき氷（四ノ膳）
謎の女性。園長と深い繋がりがある。とある事情から寒さを感じない。
真中広海：横山裕（当時ジャニーズJr・その後、関ジャニ∞のメンバー）
対決メニュー：大福もち（伍ノ膳）
イルカの調教師で、冴香の実弟。長時間呼吸を止められ、気管にまで食べ物を詰め込むことが出来る。
加賀見俊介：田辺誠一
対決メニュー：焼き鳥（六ノ膳）
鶏肉の食べられない満に勝利確実と思われていたが…。
井原聡子：浅香光代
対決メニュー：コロッケ（七ノ膳）
満の生き別れの母を名乗る女性。手のひらに「∵」の形のほくろがある。
カルロス岡村：羽賀研二
対決メニュー：ステーキ（八ノ膳）
南米の大食いチャンピオン。短時間で子牛一頭を完食した記録を持つ。ラテンのリズムを聴くと無尽蔵に食べられる。
如月鋭一：筧利夫
対決メニュー：わんこそば（九ノ膳）
自ら調合した胃酸が通常の3倍分泌される薬でドーピングをする。
菅原源太郎：さだまさし
対決メニュー：回転寿司（拾ノ膳）
占い師で、冴香と広海の実父。大酒飲みで酔えば酔うほど食欲が増す。
宮園恭作：佐野史郎
対決メニュー：おむすび（終ノ膳）
特異体質で2つの胃袋を持つとされているが…。

### 香港死闘篇
周鈴：安達祐実（友情出演）
対決メニュー：焼きビーフン
1回戦の対戦相手。両親を失った孤児。「トラ」という名の犬とコンビを組んでいる。流暢な協和語混じりの日本語が話せる。
陳華龍：河村隆一
対決メニュー：杏仁豆腐
2回戦の対戦相手。悲惨な生い立ちを語ることで相手の戦意を喪失させるが、実は詐欺師でありその生い立ちは嘘である可能性が示唆されている。やはり流暢な日本語が話せる。
梁冠威：小川直也
対決メニュー：小龍包
3回戦の対戦相手。首にあるツボを押すことで常人の30倍もの胃液を分泌するという特技を持つ巨漢。日本語が話せない。

### 深夜特急死闘篇・全国有名駅弁七番勝負
財津省吾：岸部四郎
対決メニュー：峠の釜めし
7号車の対戦相手。事業に躓き、財産だけでなく地位も名誉も全て失った。
神宮寺志乃：泉ピン子（友情出演）
対決メニュー：シウマイ弁当
6号車の対戦相手。しつけに厳しい。
吉村えみり：岩崎杏里
対決メニュー：キティちゃん弁当
5号車の対戦相手。携帯電話を掛けながら弁当を食す。
石田敦也：いっこく堂
対決メニュー：おでん弁当
4号車の対戦相手。腹話術人形を通じてのみ言葉を話す。
日の丸亭鶴丸：桂歌丸
対決メニュー：天ざるそば
3号車の対戦相手。落語家。
水島ちひろ：榎本加奈子
対決メニュー：鯖の姿すし
2号車の対戦相手。初めは満達の味方をしていたが…。
ミスター・K：萩本欽一
対決メニュー：肉めし
1号車の対戦相手。無敗続きだった満を唯一敗北させた。決め台詞は「私の胃袋は大宇宙だ」。

## 主題歌
- SMAP「らいおんハート」（ビクターエンタテインメント）
  - 同曲はこのドラマの企画を担当した野島伸司が作詞した。この曲はSMAP2作目のミリオンセラーとなった。
  - 本作終了後、日本テレビにとって土曜ドラマでビクター所属のアーティストが主題歌を担当する作品は、2016年4月スタートの『お迎えデス。』まで15年半皆無となった。

## スタッフ
- 企画・原案：野島伸司
- 企画協力：野島事務所
- 脚本：山崎淳也、大良美波子
- 音楽：桜井鉄太郎、河野伸、Achlles C.Damlgos
- 音楽プロデューサー：志田博英
- 技斗：佐々木修平
- カースタント：ウェルムーブ
- 題字：美登英利、ミトグラフィコ
- スタジオ：日活撮影所
- チーフプロデューサー：佐藤敦
- プロデューサー：西憲彦
- 演出：佐藤東弥、細野英延、猪股隆一
- アソシエートプロデューサー：松本和久
- 制作協力：ソン・エ・ルミエール
- 製作著作：日本テレビ

## その他の出演情報
連続ドラマ第1話ではアンディ・フグが友情出演し、最終回ではモーニング娘。が登場している。

### 香港死闘篇
連続ドラマ版最終回では、宮園との勝負後に立ち寄った牛丼屋（松屋）のカウンターに満が倒れ込み、命を落としてしまったかのような終わり方だったが、主題歌が終わった後（CM明け）のラストシーンでは満の姿は無く、彼が頼んでいた牛めしの器は空になっており、味噌汁も追加注文されていた。そして、フードファイターを引退したものの満は生きており、晴れて宮園総合食品の正社員になったという設定となった。
冒頭では記憶喪失になっており、満は松屋で発見されたことから、満を匿った少年からは「松くん」と呼ばれていた。記憶喪失と共に食欲も減退してた満は苦戦するが、梁との小龍包対決の最中に記憶が戻り、見事フードファイターとして復活する。

### 深夜特急死闘篇
これまで同様苦戦しながらも勝ち進んでいたが、連戦により満身創痍の状態で挑んだ萩本欽一演じる強大な敵ボスに「私の胃袋は大宇宙だ」と決め台詞を返されて満が完全敗北して崩れ落ち、満の妹がラストに意味深に後ろ姿だけ登場するなど、更なる続編へと通じるいくつかの謎が残る終わり方となった。しかし、後述に発生した事故の影響もあり、続編は制作されておらず、物語は永遠に未完のままとなった。
登場した車両は113系であった。

## サブタイトル
| 壱ノ膳                                                     | 2000年7月1日  | 史上最強の大食い男登場!!                                                                                | 17.1% |
| 弐ノ膳                                                     | 2000年7月8日  | 大食漢力士ラーメン対決!!嘘つき姫の涙                                                                    | 18.1% |
| 参ノ膳                                                     | 2000年7月15日 | 激辛カレー対決!!魔術…心閉ざした少女                                                                     | 15.9% |
| 四ノ膳                                                     | 2000年7月22日 | 美女かき氷対決!!雪山に消えた恋の呪い                                                                    | 19.0% |
| 伍ノ膳                                                     | 2000年7月29日 | 大福モチ対決!!イルカに乗った仮面少年                                                                    | 15.9% |
| 六ノ膳                                                     | 2000年8月5日  | 許せ九官鳥よ…炎の友情!納涼焼き鳥対決                                                                    | 14.4% |
| 七ノ膳                                                     | 2000年8月12日 | あなたが僕のお母さん!?涙のコロッケ対決                                                                  | 14.6% |
| 八ノ膳                                                     | 2000年8月26日 | 怒りの食欲!!南米王者ステーキ大決戦                                                                      | 17.3% |
| 九ノ膳                                                     | 2000年9月2日  | チャンプに迫る病魔…わんこそば713杯分の裏切り                                                            | 15.5% |
| 拾ノ膳                                                     | 2000年9月9日  | 酒乱回転寿司挑戦!家族捨てた父の無償愛                                                                   | 20.0% |
| 終ノ膳                                                     | 2000年9月16日 | 誇り高き戦死…九官鳥の正体はK                                                                            | 21.5% |
| 平均視聴率 17.2%（視聴率は関東地区・ビデオリサーチ社調べ） |               | |       |
| 香港死闘篇                                                 | 2001年4月1日  | 蘇る大食伝説 ビーフン・杏仁豆腐・小籠包! 瀕死の母を救うため記憶喪失の王者が最強トリオで中華軍団に挑む!! | 20.2% |
| 深夜特急死闘篇                                             | 2001年9月29日 | 京都行き深夜特急7連続駅弁バトル! 秋の味覚に全出演者が挑戦!!謎の爆破予告                                 | 17.0% |

## 備考
連続版終了後もスペシャル版が2度制作されるなどヒットした本作であるが、2002年1月15日に愛知県の中学生が給食中にパンの早食い競争をし、喉に詰まらせたことが原因で同年4月24日に死亡する事故が発生したため、以降は続編制作・再放送はおろかVHS化・DVD化・ネット配信もされることなく事実上の「封印作品」となっている。また、この事故の影響で同作品のみならずTBSやテレビ東京などキー局は大食い・早食い競技を題材とした番組制作を一時取り止めていた。
ただし、2000年8月23日にビクターエンタテインメントからオリジナル・サウンドトラックは発売されている。
なお、全てが全て作品自体無かったこと扱いされている訳ではなく、本作で主演を務めた草彅は、自ら演じている井原満が発する決め台詞「俺の胃袋は宇宙だ!」を気に入っているようであり、本作終了後も出演したバラエティ番組（特に自身がMCを務める『「ぷっ」すま』など）のグルメ企画などにおいてこの台詞を発する事が度々あった。また、2024年8月15日にフジテレビ系列で放送され、草彅も司会を務めた『大相撲部屋対抗!大食い&歌うまバトル』では本作品に触れた際に日本テレビから提供された映像と共に紹介された。
草彅は2022年6月5日にABEMAで配信された番組『7.2 新しい別の窓』において大食いの仕事はしないと語っている。